# Совєтське (Совєтський район)
Совє́тське (рос. Советское) — село, центр Совєтського району Алтайського краю, Росія. Адміністративний центр та єдиний населений пункт Совєтської сільської ради.

## Населення
Населення — 5233 особи (2010; 5484 у 2002).
Національний склад (станом на 2002 рік):
- росіяни — 92 %